# FIAT-Revelli M1935
FIAT-Revelli M1935 — итальянский станковый пулемёт Второй мировой войны.

## Обзор
Станковый пулемёт FIAT-Revelli M1935 стал развитием пулемёта FIAT-Revelli M1914 под новую систему питания и патрон. Конструкторами фирмы FIAT было применено воздушное охлаждение, в отличие от водяного охлаждения предыдущей модели. Питание патронами осуществлялось с помощью металлических лент по 50 патронов каждая. Ленты могли подаваться как с левой, так и с правой стороны. Пулемёт устанавливался на станок-треногу.
Основными частями и механизмами пулемета являются: ствол, ствольная коробка, короб с кожухом и затыльником, затвор, запирающий, ударный, спусковой и подающий механизмы. 
Автоматика пулемета работает на принципе отдачи ствола при коротком его ходе. 
Пулемет имеет ударный механизм ударникового типа, который расположен в затворе и приводится в действие боевой пружиной. Его спусковой механизм позволяет вести как одиночный, так и автоматический огонь. Ведение одиночного огня обеспечивается большей величиной перемещения толкателя вперед, благодаря чему обеспечивается срыв шептала. Флажковый переводчик режима огня расположен на затыльнике, одновременно он выполняет также функции предохранителя. При повороте флажка вправо возможно ведение автоматического огня, влево – одиночного огня. Если переводчик расположен вертикально, то ведение огня невозможно.